# کوین هارت
کوین دارنل هارت (به انگلیسی: Kevin Darnell Hart، متولد ۶ ژوئیه ۱۹۷۹) هنرپیشه سینما و تلویزیون، نویسنده، تهیه‌کننده و استندآپ کمدین اهل آمریکا است. وی کار خود را با برنده شدن در چندین مسابقه کمدی در باشگاه‌های نیوانگلند آغاز کرد..
شهرت عمدهٔ او در کمدی با پخش اولین آلبوم کمدی او به نام کوتولهٔ قد کشیده در سال ۲۰۰۸ است.
وی با نقش آفرینی در فیلمی کمدی به نام " کوین هارت:به درد من بخند " به عنوان برنده عنوان "بهترین بازیگر مرد" در مراسم BET Award سال ۲۰۱۲ انتخاب شد. وی در حال حاضر یکی از بهترین کمدین‌های جهان لقب گرفته‌است.
کوین هارت در کنار فعالیت‌ها و ایفای نقش در فیلم‌هایی که سبب مشهور شدن بیشتر او شده تاکنون چهار آلبوم نیز منتشر کرده: جداً بامزه در ۲۰۱۰، به دردم بخند در ۲۰۱۱، بزار توضیح بدم در ۲۰۱۳، حالا چی؟ در سال ۲۰۱۶.

## ابتدای زندگی

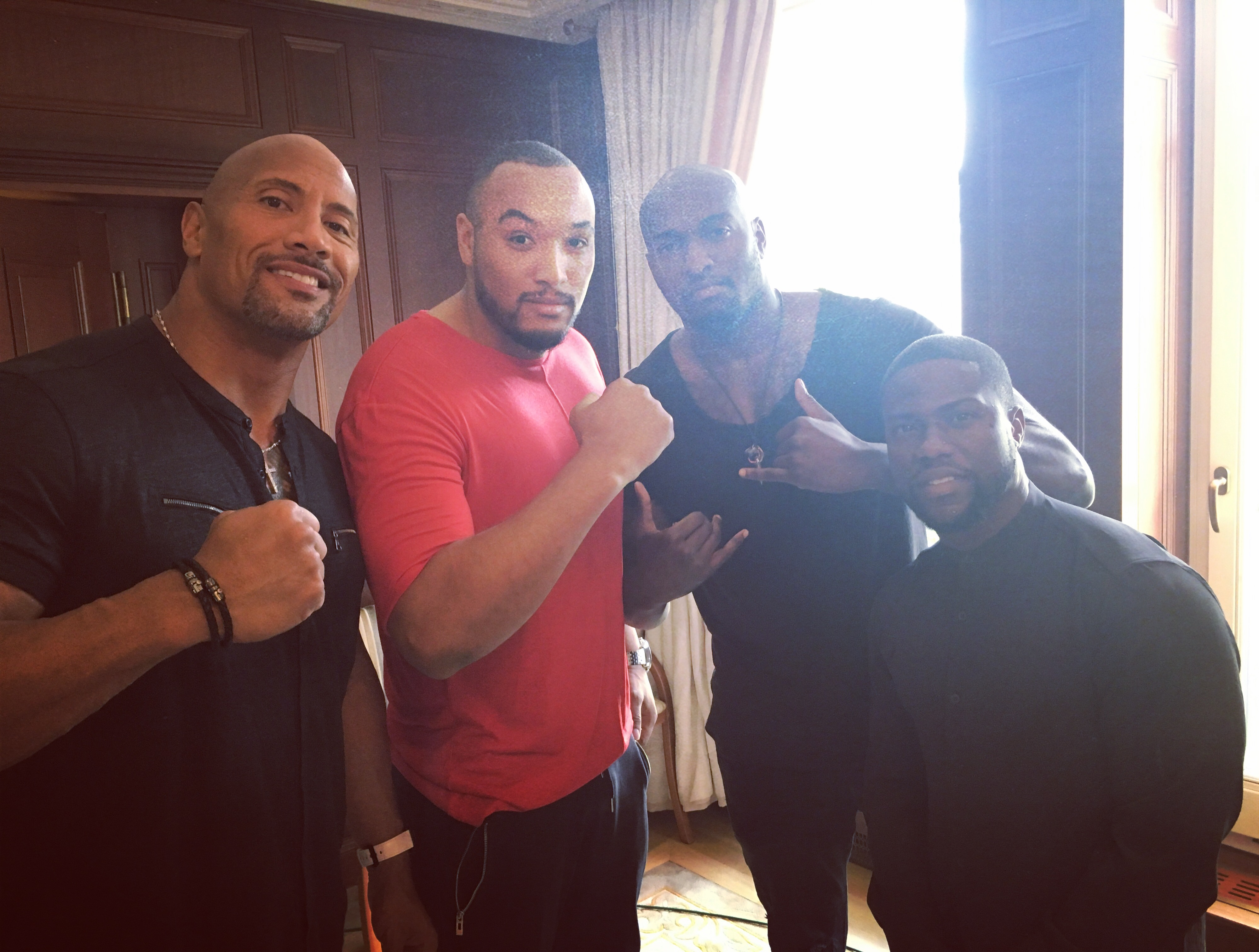
کوین هارت در سال 2016

کوین هارت در ۶ ژوئیه ۱۹۷۹ در پنسیلوانیا، فیلادلفیا زاده شد.
او به همراه مادر مجرد خود نانسی هارت و برادر بزرگ‌تر خود رابرت بزرگ شد. پدر او هنری رابرت ویترسپون یک معتاد کوکائین بود که اغلب زندگی خود را در زندان سپری کرد.
پس از اتمام دوره تحصیل خود در دبیرستان جورج واشینگتن به مدت دو سال برای ادامه تحصیل در کالج به شهر نیویورک نقل مکان کرد او پس از اتمام دوره کالج به شهر بروکتون ایالت ماساچوست نقل مکان کرد. هارت ابتدا به عنوان فروشنده کفش در بروکتون شروع به کار کرد ولی به دلیل علاقه و استعداد خود به کمدی استندآپ پس از مدتی در یکی از باشگاه‌های فیلادلفیا شروع به کار کرد.

## زندگی شخصی
کوین و توری هارت در سال ۲۰۱۰ تصمیم به طلاق توافقی از یکدیگر کردند. کوین حضانت هر دو فرزند خود را به عهده گرفت.
مادر کوین پس از طی یک دوره بیماری سرطان در سال ۲۰۰۷ فوت کرد.

## فیلم‌شناسی
| سال        | ب                           | نقش                   | اطلاعات بیشتر                     |
| ---------- | --------------------------- | --------------------- | --------------------------------- |
|            | مثل یک مرد زندگی کن         |                       |                                   |
|            | خانواده امروزی              |                       |                                   |
| 2003       | اسکری مووی ۳                | سی جی                 |                                   |
| 2004       | و سپس پولی آمد              | ویک                   |                                   |
| 2005       | باکره چهل ساله              | مشتری فناوری هوشمند   |                                   |
| 2005       | در میکس                     |                       |                                   |
| 2008       | پیریت                       | بانی بزرگ             |                                   |
| 2008       | ملاقات دیو                  | شماره 17              |                                   |
| 2010       | فاکرهای کوچک                | پرستار لویی           |                                   |
| 2012       | استراتژی خروج               | مانکن هدمن            |                                   |
| 2013       | مبارزه کینه                 | دانته اسلیت جونیور    |                                   |
| 2014       | سواری با هم                 | بن باربر              |                                   |
| 2015       | سرسخت شدن                   | دارنل لوئیس           |                                   |
| 2015       | سخنران عروسی                | جیمی کالاهان/بیک میچم |                                   |
| 2016       | سواری با هم ۲               | بن باربر              |                                   |
| 2016       | زندگی پنهان حیوانات خانگی   | صدا پیشه              |                                   |
| 2016       | اطلاعات مرکزی               | کالوین جوینر(گلدن جت) |                                   |
| 2017       | جومانجی: به جنگل خوش آمدید  | فرانکلین "موس" فینبار |                                   |
| 2017       | قسمت بالایی                 | دل اسکات              |                                   |
| 2018       | مدرسه شبانه                 | تدی واکر              | همچنین تهیه کننده و نویسنده       |
| 2019       | جومانجی: مرحله بعدی         | فرانکلین "موس" فینبار |                                   |
| 2019       | هابز و شاو                  | دینکلی                | بی اعتبار                         |
| 2019       | زندگی پنهان حیوانات خانگی ۲ | صدا پیشه              |                                   |
| 2021       | پدرانه                      | مت لوگلین             | همچنین تهیه کننده                 |
| 2021       | داستان واقعی                | بچه                   | 7 قسمت : همچنین تهیه کننده اجرایی |
| 2022       | مردی از تورنتو              | تدی                   | پول احمقانه                       |
| ۲۰۲۲       | کوین هارت جان سخت           | کوین هارت             |                                   |
| ۲۰۲۴       | سرقت                        | سایروس                |                                   |
| اعلام نشده | سرزمین‌های مرزی              | رولاند                | پس تولید                          |